# Francis Dean Alleyne
Mons. Francis Dean Alleyne, O.S.B. (* 3. prosince 1951, Pointe-à-Pierre) je trinidadský římskokatolický duchovní a biskup Georgetownu.

## Život
Narodil se 3. prosince 1951 v Pointe-á-Pierre.
Dne 8. prosince 1975 vstoupil do Řádu svatého Benedikta. Po teologických a filosofických studiích byl 7. července 1985 vysvěcen na kněze. Později se stal novicmistrem, převorem a roku 1995 opatem kláštera Panny Marie z Exilu v Tunapuně. Od roku 1997 byl podpředsedou Konference řeholních představených Antil.
Dne 30. října 2003 jej papež Jan Pavel II. jmenoval biskupem Georgetownu v Guyaně. Biskupské svěcení přijal 30. ledna 2004 z rukou arcibiskupa Edwarda Josepha Gilberta a spolusvětiteli byli arcibiskup Lawrence Aloysius Burke a biskup Benedict Ganesh Singh.